# Червона Русь

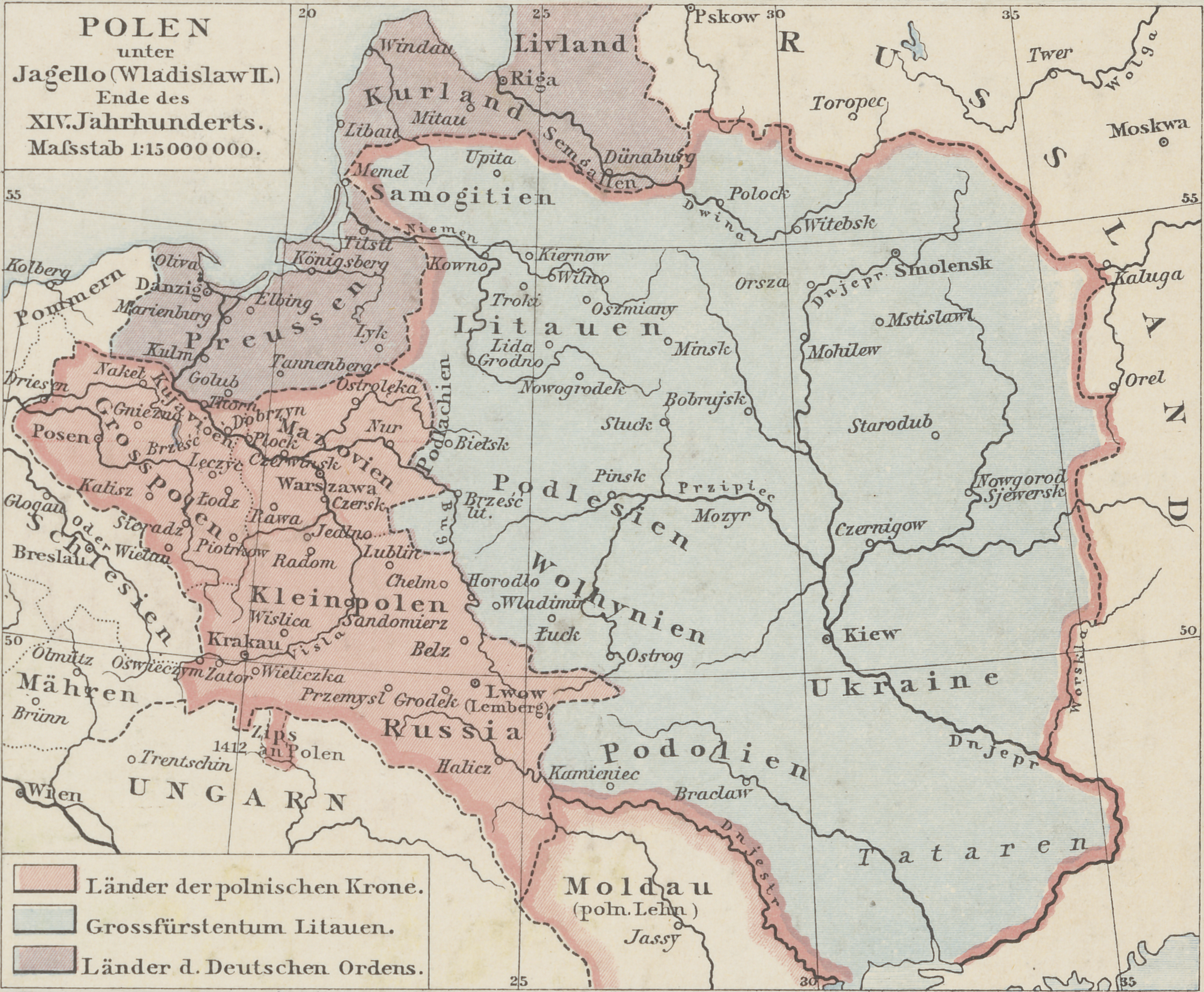
Червона Русь (Russia) на мапі 1886 р. у складі Польського королівства в XIV ст.

49°47′10″ пн. ш. 22°46′26″ сх. д. / 49.786111111111° пн. ш. 22.773888888889° сх. д.
Черво́на Русь — історична назва Галичини, вперше вжита в Хроніці Констанцького собору Ульріха фон Ріхенталя на початку XV ст. і популярна переважно у польських джерелах XVI—XVIII століттях для визначення колишнього Галицького князівства (за адміністративним поділом у XV—XVIII століттях — Руське і Белзьке воєводства Польського королівства). Інколи цю назву поширювано і на східні українські землі.

## Назва
Частина Русі в старих авторів називалася Сарматією Азійською (Sarmatia asiatica) на відміну від Русі, яка належала до Польського Королівства і називалася Сарматією Європейською. Пізніше цю Сарматію Азійську називали Чорною Руссю і нові автори називали її Московією. Границя проходила до витоків Дніпра (біля Смоленська) та Дону (біля Новомосковська, Тульської області). Власне Польща називалася в ті часи — Вандалія. Біла Русь обмежувалася Великим Князівством Литовським. І до Червоної Русі, яка власне Королівською називалася, входили: Київщина, Волинь, Поділля, Брацлавщина, Холмська, Белзька та Галицька землі, Львівська земля, яка називалася також Малою Руссю або Південною Руссю (Russia Australis), сюди входило також місто Ярослав.
На початку 1700-х назва Червона Русь охоплювала територію і Лівобережної України. Це прослідковується на картах Абрахама Алларда (1710 р.), Нікола де Фера (1716 р.)та ін..
Після 1772 року для Червоної Руси австрійською владою офіційно була вживана назва Галичина й Володимирія (Галіція й Лодомерія), подеколи (в науці та публіцистиці) вживалася й далі назва Червона Русь.

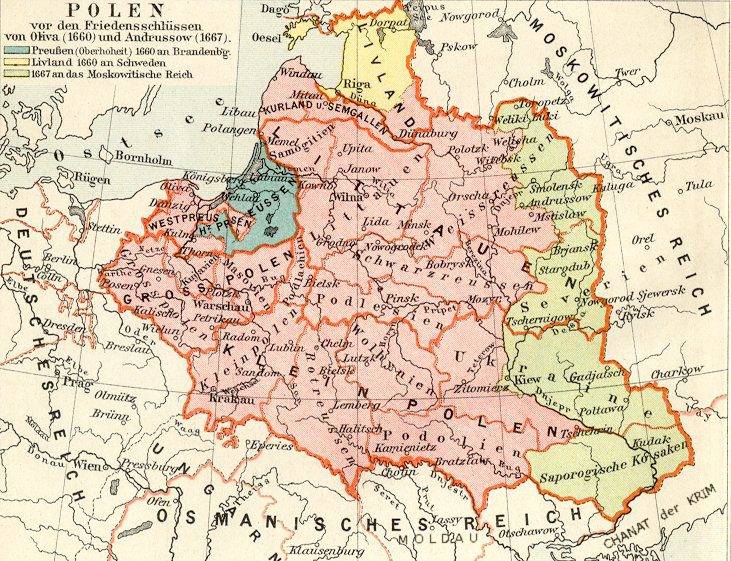
Червона Русь (Rotreussen) на мапі 1892 року, що відображає Річ Посполиту в 1660 році

З 1920 року польська влада дала Галичині штучну назву «Східна Малопольща» (Malopolska Wschodnia). Деякі польські публіцисти вживали назву Червенська земля.

## «Червона Русь» на географічних картах
1459 р. Карта Світу Фра Мауро. Територія в районі Наддніпров'я (українські землі Великого князівства Литовського) названа Rossia Rossa (Червоною Руссю).
1491 р. Карта Середньої Європи Миколи Кузанського. Назва RVBEA RVSSIA (Червона Русь) (охоплює південний захід України, середню течію Південного Бугу).
1548 р. Джакомо Гастальді. Карти — «Polonia et Hungaria Nova Tabula» (Нова карта Польщі та Угорщини) та «MOSCHOVIA TABULA NOVA» (Нова карта Московії), Чи не уперше використано назву «Rossia Rossa» (Червона Русь) щодо Правобережної України.
1561 р. Жироламо Рушеллі. Карта — «POLONIA ET HUNGARIA NUOVA TAVOLA» (Нова карта Польщі та Угорщини). На карті присутні регіональні назви українських земель: Rossia Rossa (Червона Русь) на схід від Volhinia (Волині), Podolia (Поділля), Codimia (Кодимія). Червона Русь (Rossia Rossa) на мапі — Правобережна Україна.
1561 р. Джироламо Рушеллі. Карта — «Moschovia Nuova Tavola» (Нова карта Московії). Правобережна Україна традиційно для автора позначено як Rossia Rossa (Червона Русь), а на півночі карти, біля Білого моря, є напис Rossia Bianca (Біла Русь).
1670 р. Карел Аллард. Карта — «Nova totius Regni Poloniae, Magnique Ducatus Lithuaniae, cum suis Palatinatibus ac Confiniis» та видав її під назвою «Regni Poloniæ, Magni Ducatus Lithuaniae…» (Польща Велике князівство Литовське…). Назва Ukraina (Україна) накладається на назву Russia Rubra (Червона Русь), охоплює Правобережну та Лівобережну Україну. Західна Україна теж позначена як «Russia Rubra».
1710 р. Абрахам Аллард видав карту «Sades Belli in POLONIA et in Moscovia…». Напис Ukraina на карті займає Правобережжя та Лівобережжя. Окремо виділено Волинь (Volhynia). Напис Russia Rubra (Червона Русь) зустрічається два рази: перший — для Галичини та Покуття (Pokutta); другий — накладається на напис Ukraina та охоплює Правобережну та Лівобережну Україну. На півдні України напис Cosakki Saporoski (Козаки Запорозькі). Напис Ukraina — від Поділля (Podolia) до Слобожанщини.
1711 р. Йоганн-Баптист Гоманн видав мапу «Poloniarum Magnique Ducatus Lithuaniae, Russiae, Prussiae, Mazoviae, Samogitiae, Kioviae, Volhyniae, Podoliae, Podlachiae, Livoniae, Smolensci, Severiae» (Велике князівство Литовське, королівство Польщі, Русь, Пруссія, Мазовія, Жемайтія, Київщина, Поділля, Підляшшя, Лівонія, Смоленщина, Сіверщина). Від Галичини до Слобожанщини — напис Russia Rubra (Червона Русь). Написи Червона Русь та Ukraina (Україна) частково накладаються один на одного. Напис Ukraina (Україна) — від Поділля до Новгород-Сіверщини (Стародубщини).
Згідно з картою Йоганна-Баптисти Гоманна (1720 р.) Червона Русь (Russia Rubra) — це території центральної України, північної України та Західної України [Архівовано 8 серпня 2015 у Wayback Machine.]
Цікавим є той факт, що саме на цій карті Московія позначена як частина Татарської держави (Tartaria pars Moskovia). Карта представлена на інтернет-ресурсі проєкту Vkraina, сама карта розміщена для ознайомлення тут

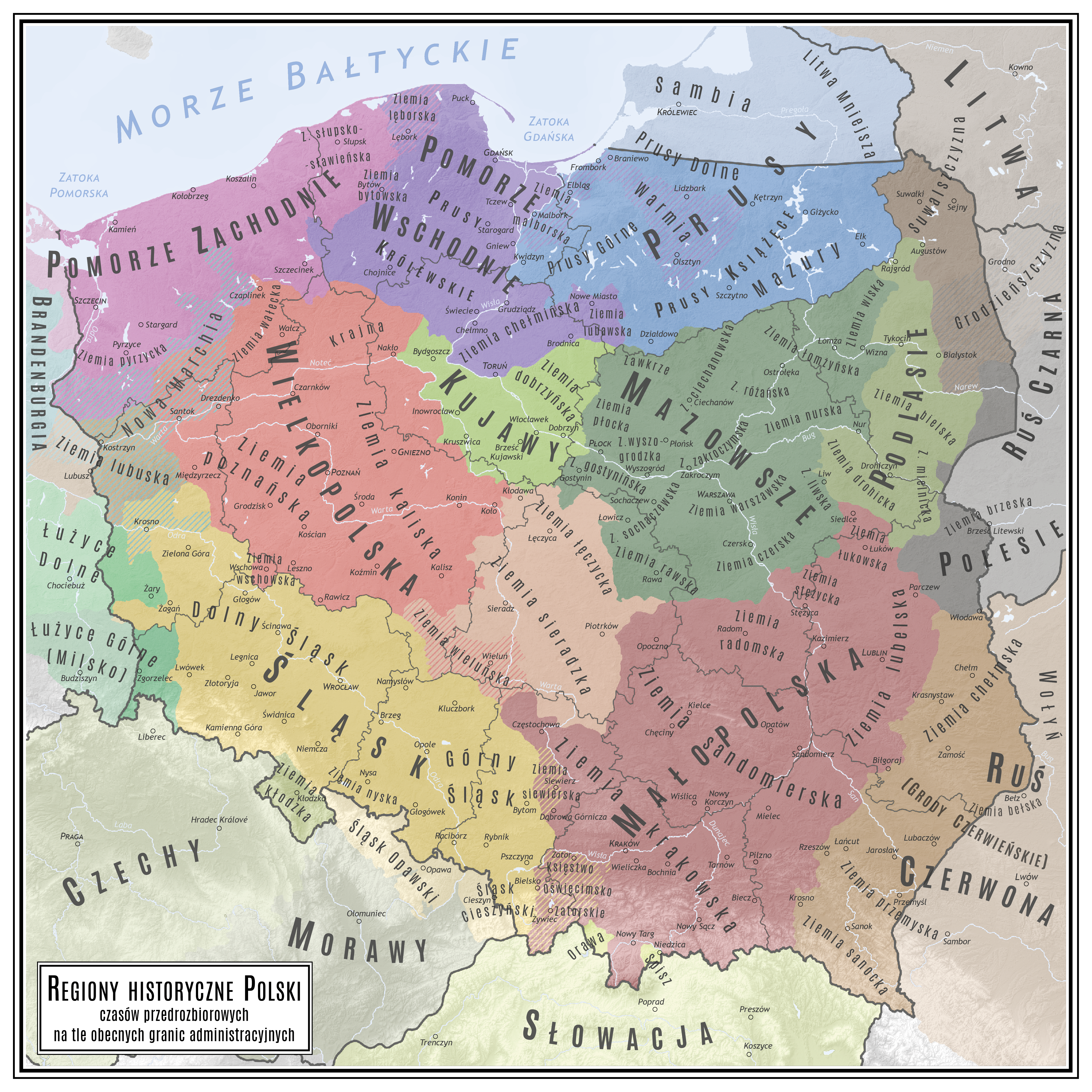
Червона Русь та інші історичні землі Польщі на тлі сучасних адміністративних кордонів